# Ильин, Владимир Александрович (экономист)
Влади́мир Алекса́ндрович Ильи́н (род. 19 января 1941, Ганцевичи) — российский экономист и социолог, заслуженный деятель науки Российской Федерации (2006), член-корреспондент РАН (2016).

## Биография
Родился 19 января 1941 года.
Начал трудовую деятельность в 1958 году на Ленинградском оптико-механическом объединении.
В 1978 году — окончил Ленинградский инженерно-экономический институт.
С 1979 по 1990 годы — директор производственного объединения «Вологодский оптико-механический завод».
В 1988 году — защитил кандидатскую, а в 1999 году — докторскую диссертацию.
В 2001 году — присвоено учёное звание профессора.
Директор:
с 1990 по 1993 год —Отдела Института экономических проблем Кольского научного центра РАН по изучению проблем социально-экономического развития Вологодской области (далее:
с 1993 по 1997 год — Вологодского научно-координационного центра РАН,
с 1997 по 2009 год — Вологодского научно-координационного центра Центрального экономико-математического института РАН,
с 2009 по 2015 год — Института социально-экономического развития территорий РАН).
С декабря 2015 года — научный руководитель Института социально-экономического развития территорий РАН (ИСЭРТ РАН),
с 2017 года — Вологодского научного центра РАН (ВолНЦ РАН).
В 2016 году — избран членом-корреспондентом РАН.

## Научная деятельность
Основатель и руководитель научной школы «Проблемы комплексного исследования региональных экономических и социальных процессов». Сфера научных интересов определяется региональной проблематикой с упором на социальные вопросы.
Занимается изучением и поиском путей решения проблем повышения эффективности государственного управления, резервов роста доходов федеральных, региональных и местных бюджетов, рационализации их доходов, повышения роли ведущих промышленных корпораций в укреплении бюджетов всех уровней, региональной и национальной безопасности.
Является инициатором проведения мониторинга общественного мнения жителей о социально-экономических трансформациях в стране и регионе, на основе результатов которого сформирована региональная информационная база, охватывающая комплекс социометрических показателей за 20 лет.

### Научно-организационная деятельность
- главный редактор журнала «Экономические и социальные перемены: факты, тенденции, прогноз»;
- член редколлегий журналов «Федерализм», «Проблемы развития территорий», «Вопросы территориального развития», «Экономика Северо-Запада: проблемы и перспективы развития»;
- член редсоветов журналов «Социальное пространство» и «Известия Коми научного центра Уральского отделения Российской академии наук».
- член Северо-Западной секции содействия развитию экономической науки;
- Член Отделения общественных наук, Секция экономики.
- Член Межакадемического совета по проблемам развития Союзного государства (Российская часть)
- Член Экспертного совета по вопросам развития региональной и муниципальной науки при Комитете Государственной Думы по образованию и науке
- Председатель Общественной палаты Вологодской области 1 и 2 созывов (2008—2012 гг.)

### Научно-образовательная деятельность
Инициатор уникального проекта — Научно-образовательного центра, созданного при ИСЭРТ РАН (сейчас — ФГБУН ВолНЦ РАН), где реализуется интегрированная система обучения школьников, магистрантов, аспирантов, обеспечивающая подготовку высококвалифицированных специалистов для науки, образования и экономики.

### Публикации последних лет
- Ильин В. А., Морев М. В. Эффективность государственного управления. Политический цикл 2012—2018: точка зрения главного редактора. Вологда: ВолНЦ РАН, 2019. 411 с.
- Ильин, В. А. Крупнейшие металлургические корпорации и их роль в формировании бюджетных доходов : монография / В. А. Ильин, А. И. Поварова. — Вологда : ВолНЦ РАН, 2019. — 204 c.
- Ильин, В. А. Социальное государство в России: проблемы и перспективы : монография / В. А. Ильин, М. В. Морев, А. И. Поварова. — Вологда : ВолНЦ РАН, 2018. — 229 c.
- Гражданское общество — общество граждан : монография / М. В. Морев, Т. А. Гужавина, Е. О. Смолева и [др.]; под науч. рук. В. А. Ильина. — Вологда : ВолНЦ РАН, 2018. — 206 c.
- Экономическое развитие регионов: опыт России и Китая : монография / под науч. рук. В. А. Ильина, А. А. Шабуновой, К. А. Гулина, Д. Мао. — Вологда : ИСЭРТ РАН, 2017. — 402 c.
- Ильин, В. А. Эффективность государственного управления. 2000—2015. Противоречивые итоги — закономерный результат : монография / В. А. Ильин, А. И. Поварова. — Вологда : ИСЭРТ РАН, 2016. — 304 c.
- Национальная безопасность России: проблемы обеспечения экономического роста : монография / А. Н. Чекавинский, Е. В. Лукин, К. А. Гулин, Е. А. Мазилов, А. Е. Кремин, Н. В. Ворошилов, С. А. Кожевников, О. Н. Калачикова, Г. В. Леонидова, А. В. Попов, А. М. Панов, А. В. Галухин, А. И. Поварова, М. А. Печенская; под ред. В. А. Ильина, Т. В. Усковой. — Вологда : ИСЭРТ РАН, 2016. — 300 c.
- Ильин, В. А. Эффективность государственного управления: точка зрения главного редактора / В. А. Ильин. — Вологда : ИСЭРТ РАН, 2015. — 320 c.
- Российское общество: трансформации в региональном дискурсе (итоги 20-летних измерений) : монография / под научным рук. М. К. Горшкова, В. А. Ильина. — Вологда : ИСЭРТ РАН, 2015. — 446 c.

С публикациями В. А. Ильина познакомиться на официальном сайте ВолНЦ РАН.

## Награды
- Орден «Знак Почёта» (1986)
- Медаль «Ветеран труда» (1984)
- Заслуженный деятель науки Российской Федерации (2006)
- Почётный гражданин Вологды (2010)
- Государственная премия Вологодской области за 2013 год (2014)
- Знак «За доблестный труд во благо Вологды» (2015)
- Медаль «За заслуги перед Вологодской областью» (2015)
- Почетные грамоты РАН (1999 г., 2006 г., 2008 г., 2015 г.), Президиума РАН (2011 г.), ФАНО России (2015 г.), Губернатора Вологодской области (2000 г., 2013 г.), Законодательного Собрания Вологодской области (2010 г.), Департамента экономического развития Вологодской области (2015 г.), Главы города Вологды (2000 г.).
- Почетный доктор Вологодского научного центра РАН (2020 г.)